# Relaciones entre Croacia y España
Croacia-España Relaciones son las relaciones exteriores entre Croacia y España. Ambos países establecieron relaciones diplomáticas el 9 de marzo de 1992. Las relaciones bilaterales son positivas, no existiendo problemas ni conflictos bilaterales. Estados miembros de la Unión Europea (UE), ambos forman parte del espacio Schengen y de la eurozona. También son miembros de la OTAN. 

## Historia
Las relaciones entre Croacia y España se remontan muy atrás en la historia, al menos desde el siglo XVI. Durante la guerra de Uskok (1516-1518), España se alió oficialmente con el Reino de Croacia contra el Imperio otomano.
Muchos croatas participaron en la guerra civil española, en su mayoría en el bando republicano, incluido Josip Broz Tito, quien más tarde fue designado presidente de la RFS de Yugoslavia. El público croata era muy sensible a la guerra civil española, que fue bien cubierta en los medios croatas y en el ámbito político. Después de la Segunda Guerra Mundial y el declive del Estado Independiente de Croacia, la España franquista aceptó a muchos croatas que huyeron del territorio y de la recién fundada RFS de Yugoslavia, incluido el dictador Ante Pavelić y su familia.
España brindó un fuerte apoyo a la adhesión de Croacia a la Unión Europea (UE). El 1 de julio de 2013, España dio su bienvenida colgando una corbata roja festiva gigante, inventada por los croatas, en el Palacio de Cibeles. En marzo de 2022, Andrej Plenković visitó España en lo que fue la primera visita oficial de un primer ministro croata en 25 años. Los respectivos ministros de ciencia de ambos países firmaron una declaración conjunta anunciando el apoyo croata a la "Instalación Internacional de Irradiación de Materiales de Fusión - Fuente de Neutrones Orientada Demo", un proyecto que se pretende construir en Granada.

## Funcionarios croatas y principales visitas a España

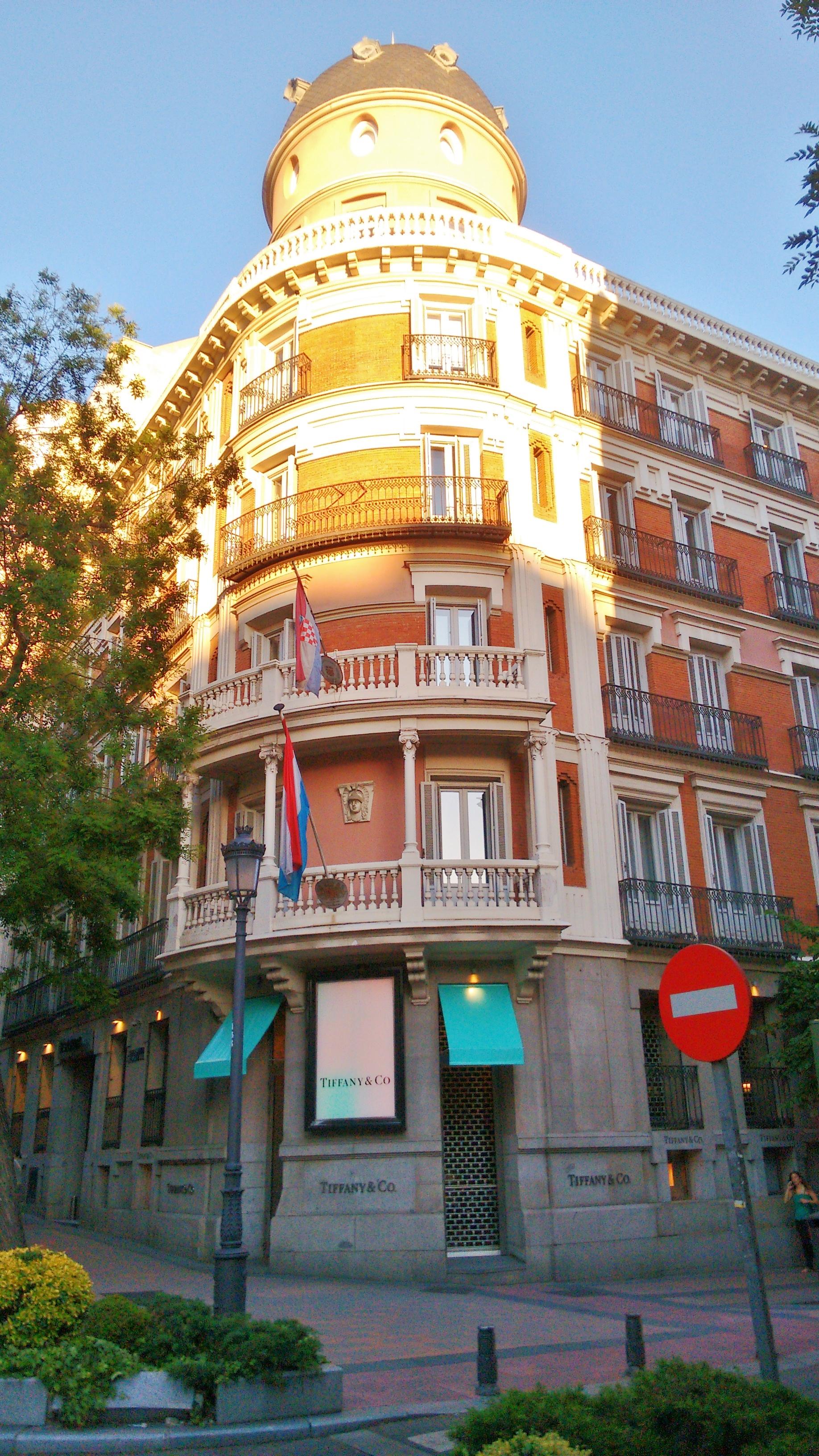
Embajada de Croacia en Madrid.

- 28 de junio de 1994, Mate Granić, ministro de Asuntos Exteriores.
- 21 de julio de 1997, Zlatko Matesa, primer ministro.
- 10 de octubre de 2000, Stjepan Mesic, Presidente de Croacia.
- 1 de marzo de 2001, Tonino Picula, ministro de Asuntos Exteriores.
- 25 de octubre de 2001, vica Račan, primer ministro.
- 9 de junio de 2004, Miomir Žužul, ministro de Asuntos Exteriores.
- 8 de marzo de 2005, Stjepan Mesic, Presidente de Croacia.

## Funcionarios españoles y principales visitas a Croacia
- 2 de febrero de 1994, Javier Solana, ministro de Relaciones Exteriores.
- 16 de agosto de 1995, Javier Solana, ministro de Relaciones Exteriores.
- 12 de febrero de 1996, Carlos Westendorp, ministro de Relaciones Exteriores.
- 11 de noviembre de 2000, Josep Piqué, ministro de Relaciones Exteriores.
- 24 de noviembre de 2000, José María Aznar, Presidente de España.
- 19 de mayo de 2005, Miguel Ángel Moratinos, ministro de Relaciones Exteriores.

## Misiones diplomáticas
- Croacia tiene una embajada en Madrid y consulados-honorarios en Barcelona, Palma de Mallorca, Pamplona y Sevilla.
- España tiene una embajada en Zagreb y consulados honorarios en Dubrovnik y Split.